# Euphorbia virosa
Euphorbia virosa Willd., 1799 è una pianta della famiglia delle Euforbiacee originaria di Angola, Namibia e Sudafrica.

## Descrizione
Ha il fusto principale corto, generalmente contorto, da cui emergono rami di 5–10 cm. Questi rami (senza foglie per limitare la traspirazione) hanno 5-8 bordi da cui crescono ad intervalli regolari le spine.

## Distribuzione e habitat
Euphorbia virosa è endemica delle Province del Capo, in Sudafrica, dell'Angola meridionale, e della Namibia.

## Proprietà
La pianta contiene all'interno dei rami un latice con proprietà cancerogene. Questa sostanza è molto tossica ed è utilizzata dai Boscimani per immergere le punte delle frecce da caccia. 
Questa sostanza provoca irritazione alla pelle per contatto e può indurre cecità permanente se a contatto con gli occhi.